# Lee Marrow
Lee Marrow, de son vrai nom Francesco Bontempi (né le 23 juillet 1957 à Marina di Carrara), est un chanteur et DJ italien d'italo disco. Il connait le succès au milieu des années 1980, pendant la vague Italo disco. Son plus grand succès est Shanghai en 1985.

## Biographie
Francesco Bontempi commence sa carrière musicale en 1970 en tant que batteur dans différents groupes locaux. À partir de 1974, il travaille comme DJ dans des clubs italiens, ce qui lui permet d'acquérir une notoriété croissante. C'est ainsi qu'au milieu des années 1980, il signe un contrat d'enregistrement sous le nom de Lee Marrow.
Le single Shanghai, produit par Lombardoni Edizioni Musicali de Severo Lombardoni, fait son entrée dans le top 10 en Allemagne et en Suisse, ainsi que dans le top 20 autrichien. Le single suivant, Sayonara (Don't Stop), ne fait son entrée dans les charts qu'en Allemagne (24e place). Pain et Movin' / Pain atteignent les rangs inférieurs du hit-parade anglais en 1990. Aucun autre succès commercial n'est enregistré ensuite.
Jusqu'en 1993, Lee Marrow sort divers singles et best-of. En 1994, Bontempi fonde le duo Corona avec la Brésilienn Olga de Souza, dont le single The Rhythm of the Night devenu numéro un en Italie et un top 10 dans de nombreux autres pays européens.

## Discographie

### Albums studio
- 1990 : The Album
- 1995 : The Best of Lee Marrow
- 1998 : Best of Lee Marrow

### Singles et EP
- 1985 : Shanghai (6e en Suisse, 8e en Allemagne, 12e en Autriche[1])
- 1985 : Shanghai (Remix)
- 1985 : Sayonara (Don’t Stop…) (12e en Allemagne[1])
- 1985 : Cannibals (Baa-Boù – Baa Boù)
- 1986 : Mr. Fantasy
- 1987 : Don't Stop the Music
- 1989 : Pain (2e au Royaume-Uni[2])
- 1989 : Lot to Learn
- 1990 : Movin’ (2e au Royaume-Uni[2])
- 1990 : Do You Want Me (feat. Lipstick)
- 1990 : Movin’ / Pain (Remixes)
- 1990 : Pain / Lot to Learn
- 1990 : To Go Crazy (In the 20th Century)
- 1991 : The 12" Collection EP
- 1991 : Da Da Da (Dance to the House)
- 1992 : I Want Your Love (feat. Charme)
- 1993 : Baby, I Need Your Love (feat. Ce Ce Houston)
- 1993 : Try Me Out
- 1993 : Biggest Dick (and the Love Tools)